# Oreophrynella vasquezi
Oreophrynella vasquezi)es una especie de anfibios de la familia Bufonidae.
Se encuentra en Venezuela y quizá Guyana.
Su hábitat natural son los montanos secos.